# Eva Santamaría
Eva Santamaría, nom artístic d'Eva María Delgado Macías (El Puerto de Santa María, 1971), és una cantant i actriu espanyola, coneguda per haver estat la representant espanyola al Festival d'Eurovisió de 1993.
Nascuda a El Puerto de Santa María el 1971. Va començar la carrera musical als 14 anys al món de la cobla, i després també va explorar el pop. Va participar en diversos concursos de Televisió Espanyola, com Gente joven i El salero, on va demostrar les seves dots com a cantant de cobla. Després, Va representar Espanya al Festival de la Cançó d'Eurovisió 1993 amb la cançó Hombres, on va assolir l'onzena posició.
Després del festival, Santamaría no va continuar la seva carrera musical. Va instal·lar-se a Madrid, on treballa des de fa molts anys. Des de 2007 ha estat treballant també com a actriu de teatre, principalment al costat de l'actor Máximo Valverde, amb el qual han fet representacions arreu d'Espanya.